# Iophon husvikense
Iophon husvikense is een gewone sponsensoort uit de familie van de Acarnidae. De wetenschappelijke naam van de soort is voor het eerst geldig gepubliceerd in 2012 door Goodwin, Brewin & Brickle.